# Lespedeza capitata
Lespedeza capitata là một loài thực vật có hoa trong họ Đậu. Loài này được Michx. miêu tả khoa học đầu tiên.

## Hình ảnh

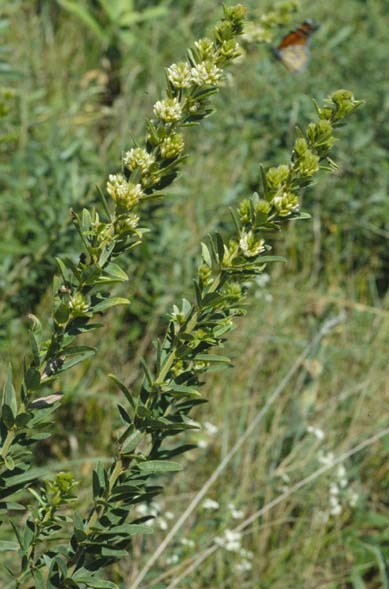
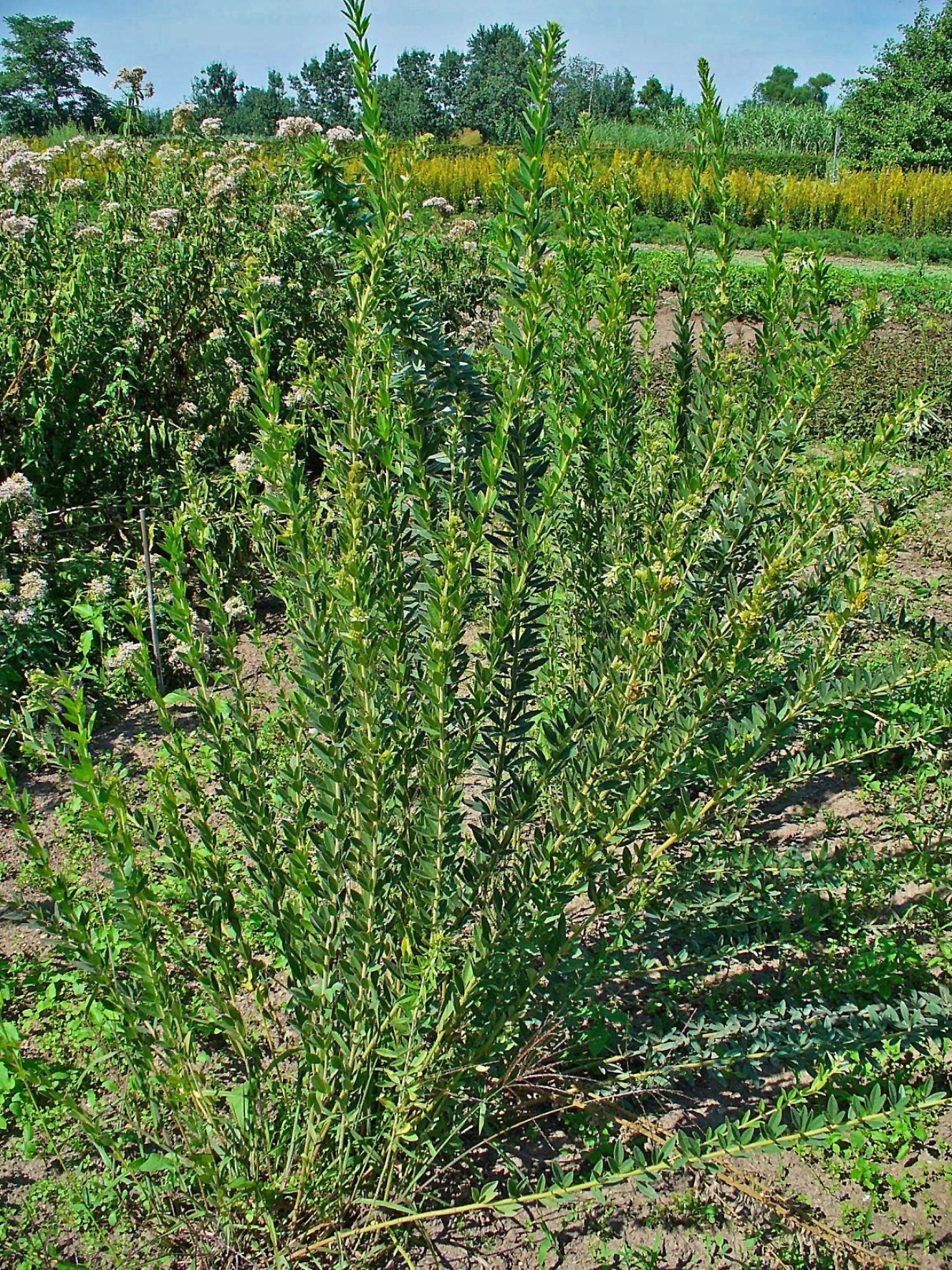
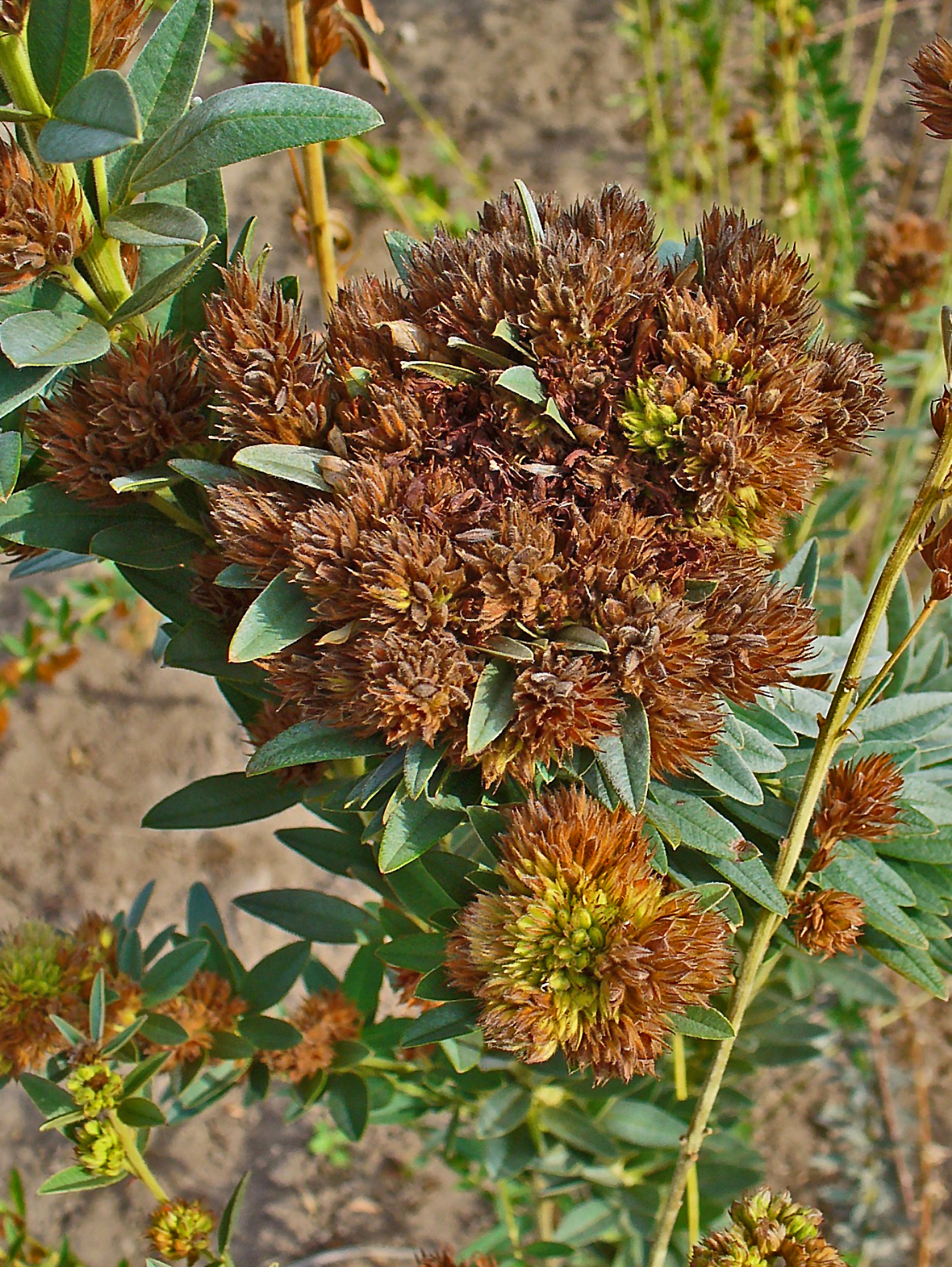
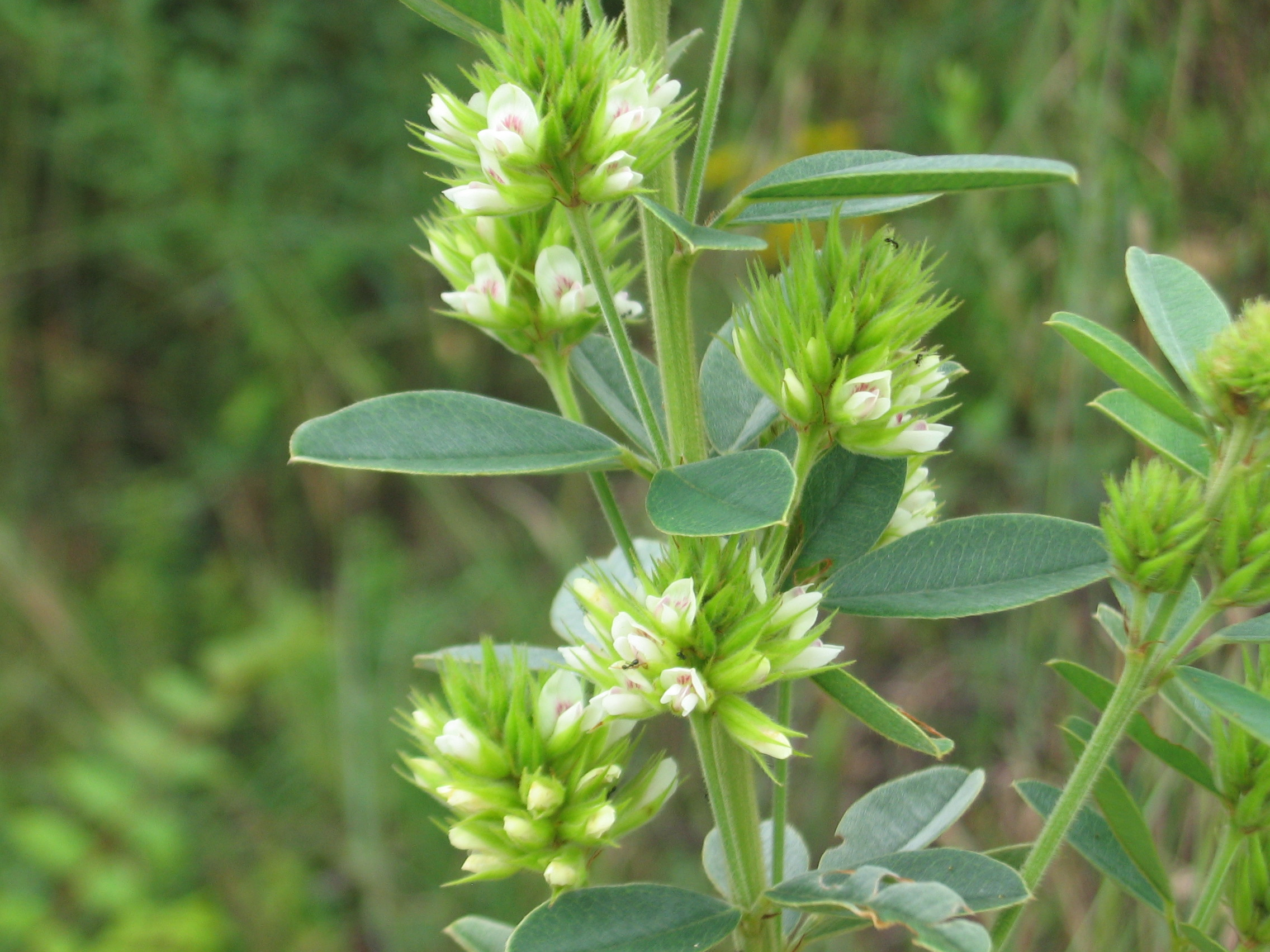